# Голден-Троут-Крик
Голден-Троут-Крик — вулканическое поле. Располагается в штате Калифорния, США. Альтернативное название идентично названию долины Тува Валлей (англ. Toowa Valley). Название происходит от названия подвида форели, которая водится в реках в данном районе и является символом Калифорнии .
Находится к западу от верховий реки Керн, в национальном парке Секвойя. Состоит из шлаковых конусов и застывших лавовых потоков. Покрыто холмами, высоты которых составляют 100—200 метров. Выделяется 4 вулканических центра. Состоит из четвертичных отложений щёлочных оливинов и базальтов. Вулканические лавы начали извергаться через гранитные породы батолита мезозойского периода гор Сьерра-Невада примерно 743 000 лет назад в несколько этапов. Эпицентр вулканической деятельности в тот период находился в районе шлакового конуса Уитни.

## Описание вулканических центров
Наиболее крупные вулканические объекты состоят из 4 шлаковых конусов: Граундхог, Литтл Уитни, Ред Хилл (Соус Форк), Туннел Кон.
- Ред Хилл (Соус Форк) — достигает высоты 2886 метров. Возник в результате эксплозивного извержения примерно 176 000 лет назад. Возникновение данного объекта состояло из нескольких фаз. Состоит из базальтов, для которых характерна пузыристая текстура. Эпицентр, как правило, находился в вершинном кратере. Лавовые потоки достигали 10-километровый путь к западу от эпицентра извержения. Следы застывшей лавы того извержения видны на склонах каньона Керн[англ.]. Встречаются кварцевые монцониты.

- Туннел Кон — в настоящий момент неизвестно его время возникновения, но его застывшие потоки лавы в отложениях, которые были в ледниковый период. Было около 3 фаз извержений в доисторический период. Есть предположения, что он ненамного моложе шлакового конуса Ред Хилл. Вулканический пепел на вершине достигает 15-километровой глубины, основание которого сложено кварцами. Застывшие лавы состоят из оливинов, базальтов, достигая 3-километровой толщины. Извержение, как правило, было из центрального конуса, лавы направлялись в северном и южном направлении от эпицентра извержения.

- Граундхог — наиболее молодой шлаковый конус среди вулканических объектов в данном районе. Извержения происходили в постледниковый период, лавовые потоки датируются периодами 5—10 тысяч лет назад. Протяжённость лавовых потоков составляет 6 км на запад от вулканического поля и покрывают более ранние потоки лав, которые извергал Ред Хилл. Всего выделено порядка 5 фаз извержений вулкана:

1) Первая фаза характеризовалась выбросом жидкой магмы, состоящей из базальтов. Очаг извержения находился в кратере, который находился на западе от вершины вулкан, соответственно направлялся в данном направлении. Ущелье Керн, достигающее глубины 270 метров было почти полностью заполнено потоками лав.
2) Вторая фаза происходила из центральных трещин вулкана. Эпицентр извержения находился в южной части.
3) Третья фаза была характерным выбросом чёрной лавы, состоящей из базальтов и покрывшей территорию 5 км?. Извержение происходило не беспорядочно, а из определённых трещин, которых были расположены на склонах горы.
4) В период четвёртой фазы активности вулкана конус увеличился на 270 метров в высоту. К тому времени он содержал различный вулканический шлак, вулканические бомбы. В результате накопления всего этого материала произошёл мощный эксплозивный выброс данного материала, бомб, имеющих в полёте веретенообразную форму (по типу маловязкой лавы базальта), достигающих 2-х метров в диаметре.
5) В заключительный этап не происходило мощных взрывов или выбросов лав на поверхность. Все процессы происходили внутри кратера вулкана и в 25-метровой вулканической трещине, которая возникла к северу от вулкана.
- Литтл Уитни также имел несколько фаз извержения:

1) На первом этапе произошёл выброс большого потока лавы, достигающего 7-метровой толщины и проделавший свой путь на северо-запад, который возник из трещин шлакового конуса. Поток лавы проделал путь порядка 100 метров от выхода на поверхность.
2) Вторая фаза характеризовалась подобным признаками.
3) Третий этап вулканической активности происходил молодого шлакового конуса, который расположился на хребте, к юго-востоку от Литтл Уитни. Тогда конус покрылся вулканической золой и измельчённых базальтовых шлаков, достигающих диаметр 3 см.
4) На четвёртом этапе произошёл небольшой выброс пирокластов и был построен небольшой конус внутри шлакового конуса.
5) Пятая фаза состояла из экструзий незначительных базальтовых потоков на южном склоне вулкана и произвёл выброс лав незначительное расстояние.

## Современный период
В современный период признаков вулканической активности нет. 3 октября 2009 года произошла серия землетрясений, магнитуда которых достигала 5,2 балла. Подземные толчки ощущались в восточной части вулканического поля.